# Provinz Sultan Kudarat

Lage der Provinz Sultan Kudarat

Sultan Kudarat ist eine Provinz der Philippinen. Sie befindet sich im südwestlichen Zentralland der Insel Mindanao.
Die Provinz gehört politisch zum Bezirk SOCCSKSARGEN, der Region XII.
Der Sitz der Provinzverwaltung liegt in der Gemeinde Isulan. Der Gouverneur heißt Suharto Mangudadatu.

## Geografie
Die Provinz Sultan Kudarat befindet sich im südwestlichen Teil der Insel Mindanao. Sie ist begrenzt im Norden von den Provinzen Shariff Kabunsuan, Maguindanao und Cotabato, im Osten von Davao del Sur und South Cotabato, im Süden von Sarangani und im Westen durch die Celebessee.
Die Gesamtfläche von Sultan Kudarat beträgt 5.298,34 km². Die Provinz gliedert sich in elf Gemeinden, eine Stadt und 249 Barangays.
Die drei Küstengemeinden der Provinz und ihr Westteil liegen an einem Bergzug, der den Zentralteil wie eine Wand vom Meer abgrenzt. Weitere Berge befinden sich an der östlichen Seite. Dazwischen ist das Land flach und eher eben. Im Norden der Provinz liegen die Ligawasan-Flusslandschaften, eines der größten Feuchtgebiete der Philippinen. An der Grenze zur Nachbarprovinz Maguindanao liegt der Buluan-See. Im Süden der Provinz erstreckt sich das Daguma-Gebirge, in dem sich der 1.898 Meter hohe Mount Daguma, der höchste Berg der Provinz, befindet.
Die einzige Stadt Tacurong City ist – bezogen auf die Fläche – die kleinste Einheit in der Provinz. Trotzdem ist sie ihr kommerzielles Zentrum. Die flächenmäßig größte Gemeinde ist Bagumbayan.

## Demografie und Sprache
Nach der Volkszählung aus dem Jahr 2007 leben in der Provinz 675.644 Menschen. Die Provinz rangiert damit auf dem 42. Platz in der Statistik des Landes.
Die Bevölkerungsdichte beträgt 127,52 Menschen pro km², was die 21. Position in dieser Kategorie bedeutet.
In früheren Zeiten war der muslimische Bevölkerungsanteil in der Mehrheit, aber durch die Zuwanderung von christlichen Volksgruppen aus dem Norden der Philippinen übertrifft mittlerweile die christliche Bevölkerungsgruppe die der Moslems und der Hochlandbewohner.
Die Angehörigen der Volksgruppe der Maguindanaons leben in den Küstenregionen der Provinz. Daneben sind auch einheimische Gruppen wie Iranons, Tirurays und Manobo in Sultan Kudarat vertreten.
Die Volkserhebung zeigte, dass in der Provinz 84 Dialekte gesprochen werden. Die dominante Sprache ist Hiligaynon/Ilonggo, das von 41,06 % der Bevölkerung gesprochen wird. Cebuano (8,05 %) ist in einigen Gemeinden verbreitet. Maguindanao ist dagegen die Sprache der muslimischen Einwohnerschaft und wird von 21,28 % der Menschen beherrscht. Daneben sind die einheimischen Dialekte Manaobo (4,69 %), Tiruray (1,5 %) und Bilaan/B’laan (1,04 %) vertreten.

## Wirtschaft
Die Wirtschaft Sultan Kudarats wird von der Agrarkultur beherrscht. Mit einem großen agrarwirtschaftlichen Potential ausgestattet, werden in der Provinz neben Reis, Mais und Rindfleisch auch Kaffee und Gemüse produziert. Die Provinz erzeugt Geflügel- und Schweinefleisch für den Eigenbedarf, genauso wie Hackfrüchte.
Sultan Kudarat ist auf den Philippinen einer der wenigen Erzeuger von irischen Kartoffeln.
In der Stadt Tacurong City findet man den größten Kornverarbeitungskomplex des Landes. Es gibt mehr als 200 Reismühlen in der Provinz.
Die Fischindustrie ist ein weiterer, schnell wachsender Wirtschaftszweig. Tunfisch wird überall entlang der Küstenlinie aus der Celebessee gefangen und nach Japan und Europa exportiert.
In der Provinz werden weiterhin Kleidungsstücke und handwerkliche Produkte aus Rattan und anderen Holzarten hergestellt.

## Verwaltungsgliederung
Sultan Kudarat ist politisch in elf Verwaltungsgemeinden und eine Stadt untergliedert. Die Verwaltungsgemeinden sind wiederum in insgesamt 249 Barangays (Ortsteile) unterteilt.
Die Provinz ist einem Kongress-Distrikt zugeordnet.

### Stadt
- Tacurong City

### Verwaltungsgemeinden
| - Bagumbayan - Columbio - Esperanza - Isulan | - Kalamansig - Lambayong (Mariano Marcos) - Lebak - Lutayan | - Palimbang - President Quirino - Sen. Ninoy Aquino |

## Klima
Das Klima ist durch eine kurze Trockenperiode charakterisiert, die zwischen einem und drei Monaten andauern kann. Der Zeitraum zwischen Dezember und Januar ist relativ feucht, während der Februar eine trockene Periode einleitet. Starke Regenfälle sind in den Monaten zwischen März und November zu erwarten. Die Provinz hat eine durchschnittliche Regenmenge von 17,92 mm.
Die Durchschnittstemperaturen liegen um 35 °C, wobei die höchsten Werte im März zu erwarten sind.
Im Unterschied zu vielen anderen Provinzen des Landes ist Sultan Kudarat frei von Taifunen. Regenfälle können das gesamte Jahr hindurch auftreten. Auftretende Winde kommen in der Regel aus dem Südwesten und dem Süden.

## Geschichte
Sultan Kudarat ist nach Sultan Muhammad Dipatuan Kudarat, einem Sultan des Sultanats von Maguindanao, benannt. Er regierte von 1623 bis 1671. Das Territorium der heutigen Provinz Sultan Kudarat gehörte zu dieser Zeit zu dem mächtigen und weit ausgedehnten Sultanat.
Später war es ein Teil der großen Provinz Cotabato, einer der größten und an Bodenschätzen reichsten Provinzen des Landes. Während der spanischen Kolonialzeit war das Land großteils bewaldet und in weiten Flächen unbewirtschaftet.
Aufgrund der Größe der alten Provinz Cotabato wurde eine Teilung des Verantwortungsbereichs in kleinere Einheiten von der Lokalregierung bald als notwendig empfunden. Zudem behinderten soziale, politische und wirtschaftliche Interessen die Entwicklung der Provinz. So wurde Cotabato 1966 zuerst in die Provinzen North Cotabato und South Cotabato unterteilt.
Am 22. November 1973 wurden Maguindanao und Sultan Kudarat mit dem Presidential Decree Nr. 341, unterzeichnet vom damaligen Präsidenten Ferdinand Marcos, von der Provinz North Cotabato abgetrennt und zu eigenständigen Provinzen ernannt.
Am 18. Oktober 2006 wurde die Provinz Shariff Kabunsuan von Maguindanao abgespaltet und bildet seitdem die neueste Provinz in der Nachbarschaft von Sultan Kudarat.

## Kulturelles Erbe
Die einheimische Volksgruppe der Maguindanaon und andere einheimische muslimische/nichtmuslimische Gruppen besitzen eine bemerkenswerte und faszinierende Kultur, die sich um die Kulintang-Musik dreht, eine spezielle Gong-Musik, die ihre Wurzeln in sowohl muslimischen als auch nichtmuslimischen Bevölkerungsgruppen der Südphilippinen hat.
Eine musikalische Besonderheit der Maguindanaos bezieht sich auf die Kulintang-Instrumente. Diese verfügen über zwei Gongs mehr als die der Maranos. In einem horizontal errichteten Brett ist ein Satz Gongs eingelassen, die dann mit zwei hölzernen Klöppeln bespielt werden.